# Chinwe Chukwuogo-Roy
Chinwe Ifeoma Chukwuogo-Roy MBE (2 de maio de 1952 ⎯ 17 de dezembro de 2012) foi uma artista visual que nasceu em Awka, estado de Anambra, Nigéria, mas passou grande parte de sua juventude em Ikom, na fronteira com Camarões, antes de voltar para a casa da família em Awka. Ela viveu na Grã-Bretanha desde 1975. Suas pinturas, gravuras e esculturas são predominantemente figurativas, nos gêneros de retratos, naturezas-mortas, paisagens e temas narrativos. Ela ganhou atenção internacional em 2002 por ser a primeira de apenas dois artistas nigerianos (o outro sendo Ben Enwonwu) a ter permissão para pintar retratos oficiais da Rainha Elizabeth II.
Chukwuogo-Roy foi nomeada Membro da Ordem do Império Britânico (MBE) nas honras de aniversário de 2009.

## Infância e educação
Chinwe Chukwuogo nasceu no estado de Ondô, Nigéria, mas mudou-se com sua família para Ikom no estado de Cross River, onde seu pai tinha extensas plantações de cacau. Ela tinha seis irmãos. Quando adolescente, ela foi refugiada na Guerra de Biafra, após a qual se mudou para a casa da família para Awka e em 1975 mudou-se para a Grã-Bretanha. Ela estudou no East Ham College e posteriormente obteve um BA honroso. Formada em Design gráfico pela Hornsey College of Art (agora parte da Middlesex University) em 1978.

## Carreira
Chukwuogo-Roy começou a pintar profissionalmente em 1988. Seu retrato do secretário-geral da Commonwealth de 1990-2000, Emeka Anyaoku, foi revelado pela rainha Elizabeth II em 1999.
Ela ganhou fama internacional por pintar o retrato oficial do Jubileu de Ouro da Rainha Elizabeth II, encomendado pelo Secretariado da Commonwealth em Londres. O retrato de corpo inteiro foi revelado em uma cerimônia na Marlborough House em Londres pelo ex-secretário-geral da Commonwealth, Don McKinnon, no Dia da Commonwealth de 2002. Ele está pendurado ao lado do retrato do secretário-geral da Commonwealth, Emeka Anyaoku.
Outras comissões de alto nível incluem retratos de Kriss Akabusi e do Lord Mayor de Norwich. Chukwuogo-Roy foi contratada por Martin Keown para pintar o Highbury Arsenal Stadium em Londres.
Em 2003, Chukwuogo-Roy representou o Reino Unido no Comitê do Conselho Europeu em Paris, aconselhando sobre arte e artistas africanos contemporâneos. Em dezembro daquele ano, ela também instigou e organizou a Exposição "Celebrar" para o Encontro de Chefes de Governo da Commonwealth em Abuja.
Chukwuogo-Roy exibiu em toda a Grã-Bretanha, bem como internacionalmente. Ela teve muitas exposições individuais, incluindo em Christchurch Mansions, Ipswich; Museu de Ipswich; The Mall Galleries, Bristol ; A Royal Commonwealth Society e Cork Street Gallery de Reve, todas em Londres; Sainsbury Center for Visual Arts e Universidade da Ânglia Oriental, ambos em Norwich; Galeria do Festival de Aldeburgh e Saatchi Gallery, ambas em Suffolk; e Suffolk Colchester, Universidade de Connecticut, Storrs, Connecticut; Didi Museum, Lagos; e na UNESCO, Paris.
Há uma exposição permanente de seu trabalho nos Menzies & Hancock Rooms na Escola de Estudos Avançados da Universidade de Londres desde maio de 2006.
Ela foi membro fundador do renomado Sudbourne Printmakers, envolvendo vários artistas importantes de Suffolk.
Em dezembro de 2012, após uma longa luta contra o câncer, ela morreu em sua casa em Hacheston, perto de Framlingham, Suffolk.

## Estilo e conceitos
Chukwuogo-Roy criou pinturas, gravuras e esculturas predominantemente figurativas, nos gêneros de retratos, naturezas-mortas, paisagens e temas narrativos. Seu retrato naturalista geralmente tem um tom otimista ou comemorativo. No entanto, ela também criou muitas obras que, de acordo com Sandra Gibson, escrevendo para a revista Nerve, provocam "sentimentos complexos de desespero, pavor e aspiração". Entre esses trabalhos, destacam-se as séries Migrants e African Slave Trade.

## Reconhecimento e prêmios
Chukwuogo-Roy ganhou muitos prêmios e teve destaque na mídia internacional, tanto por sua arte quanto por seu trabalho beneficente e educacional com os jovens. Uma biografia intitulada Chinwe Roy – Artist, publicada pela Tamarind Books, é agora estudada por crianças no Reino Unido como parte do Currículo Nacional.
Em 2003, Chukwuogo-Roy recebeu um honoris causa em Letras pela Universidade da Ânglia Oriental. Em 2008, ela foi convidada para discursar no Cambridge Union.
Em 2010, Chukwuogo-Roy foi nomeada Membro da Mais Excelente Ordem do Império Britânico (MBE) por suas contribuições à arte.

## Coleções
Exemplos do trabalho de Chukwuogo-Roy são mantidos em muitas coleções de arte públicas e privadas, incluindo a da Rainha Elizabeth II, a do ex-presidente da Nigéria Olusegun Obasanjo e Geoffrey Watling, presidente do Norwich City FC. Seu trabalho também está representado em coleções públicas e privadas em Antígua, Argentina, Austrália, França, Granada, Irlanda, Quênia, Malásia, Moçambique, Holanda, Nigéria, Portugal, África do Sul, Espanha, Suazilândia, Emirados Árabes Unidos, Reino Unido e Estados Unidos.

## Vida pessoal
Ela se casou com Roderick Roy em 1980. Eles tiveram dois filhos, Rogan e Alasdair, e uma filha, Nwiru. Eles também têm um neto. Chukwuogo-Roy era uma fervorosa torcedora do Arsenal F.C..
Chukwuogo-Roy sofreu ao longo de sua vida com miastenia grave, uma doença autoimune que enfraquece os músculos.